# Amt Elsfleth
Das Amt Elsfleth war ein Verwaltungsbezirk des Großherzogtums Oldenburg und des späteren Freistaates Oldenburg. Der Sitz des Amtes befand sich in der Stadt Elsfleth. Die Funktion der oldenburgischen Ämter entsprach weitgehend der Funktion der Landkreise im übrigen Deutschen Reich.

## Geschichte
Das Amt Elsfleth wurde im Rahmen der Oldenburgischen Verwaltungsreform von 1814 gegründet und umfasste zunächst Elsfleth, Altenhuntorf, Bardenfleth, Großenmeer, Neuenbrok und Oldenbrok. 1879 wurden auch die Gemeinden Berne, Bardewisch, Neuenhuntorf und Warfleth aus dem aufgelösten Amt Berne in das Amt Elsfleth eingegliedert.
Bei der Verwaltungsreform von 1933 wurde das Amt Elsfleth aufgelöst und ging vollständig im neuen Amt Wesermarsch auf, das 1939 zum Landkreis Wesermarsch wurde.

## Einwohnerentwicklung
| Amt Elsfleth | 1890   | 1900   | 1910   | 1925   |
| ------------ | ------ | ------ | ------ | ------ |
| Einwohner    | 13.823 | 13.669 | 14.050 | 13.924 |

## Gemeinden
Das Amt Elsfleth umfasste 1910 elf Gemeinden (Stand 1. Dezember 1910):
| Gemeinde               | Einwohner |
| ---------------------- | --------- |
| Altenhuntorf           | 981       |
| Bardenfleth            | 1342      |
| Bardewisch             | 715       |
| Berne                  | 3393      |
| Elsfleth, Landgemeinde | 1023      |
| Elsfleth, Stadt        | 2259      |
| Großenmeer             | 1145      |
| Neuenbrok              | 467       |
| Neuenhuntorf           | 625       |
| Oldenbrok              | 1078      |
| Warfleth               | 1022      |